# Manchurisk valnöt
Manchurisk valnöt (Juglans mandshurica) är en valnötsväxtart som beskrevs av Carl Maximowicz. Manchurisk valnöt ingår i släktet valnötter, och familjen valnötsväxter. Arten förekommer tillfälligt i Sverige, men reproducerar sig inte.

## Bildgalleri

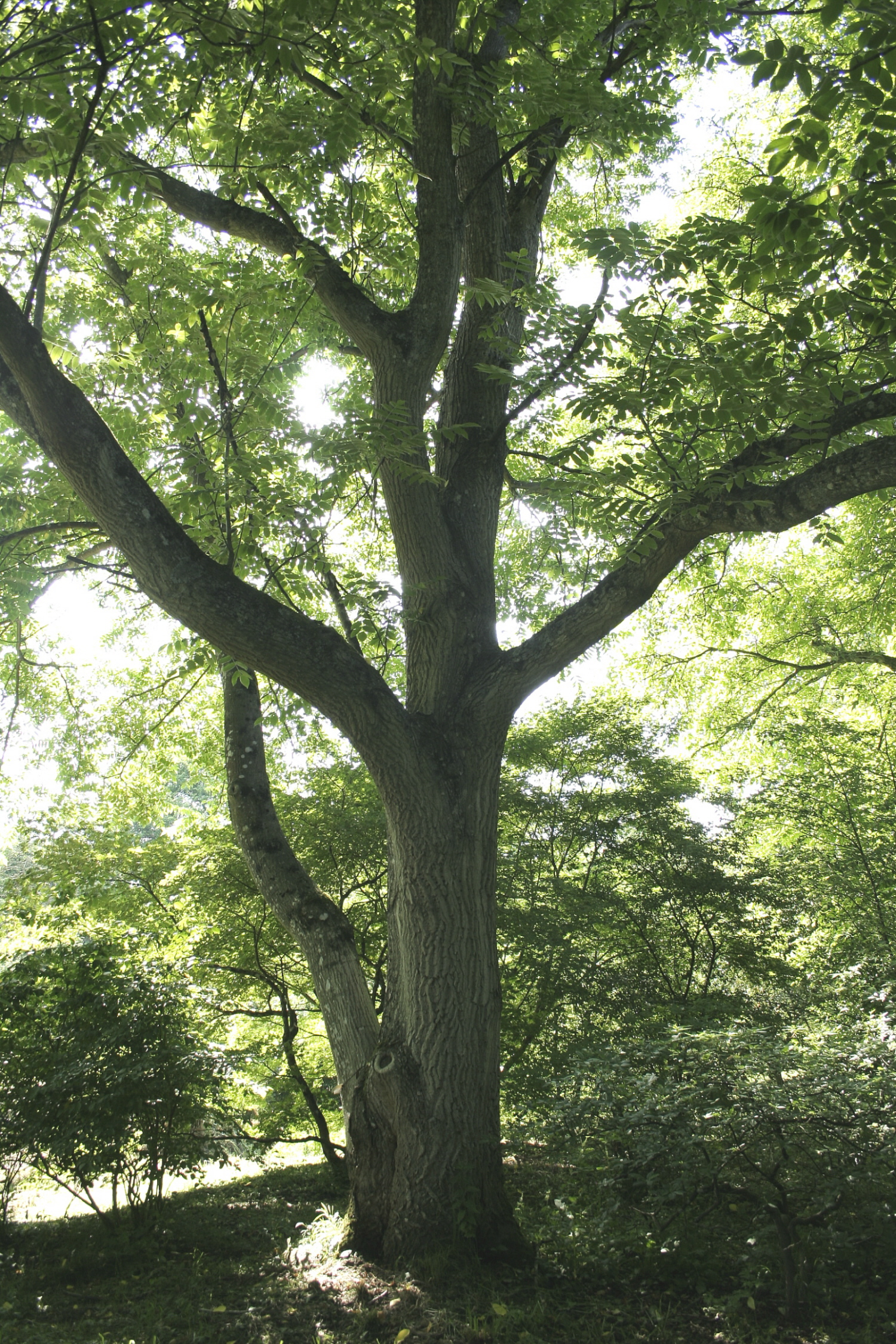
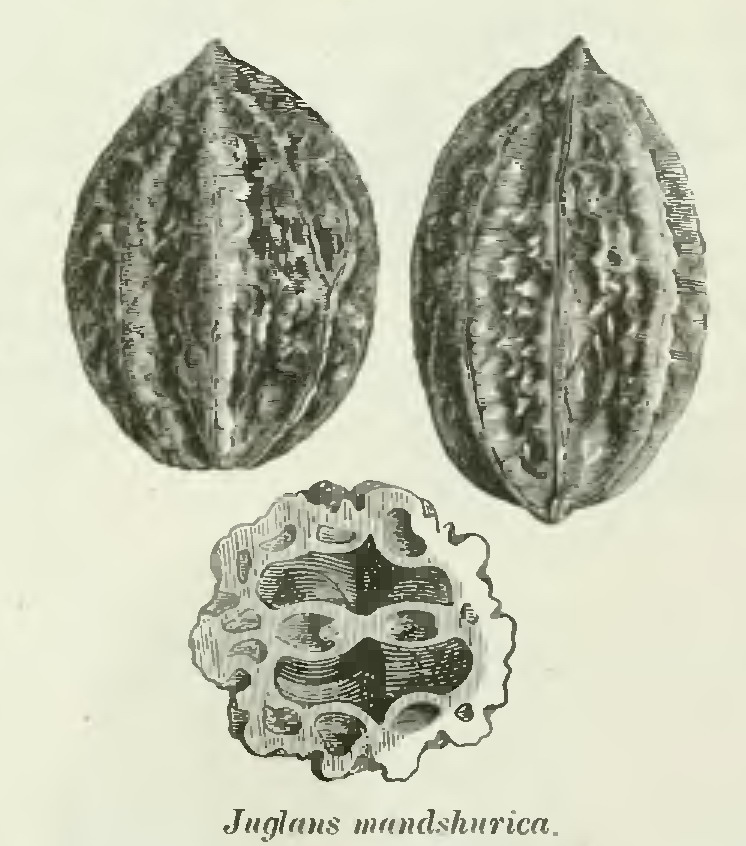
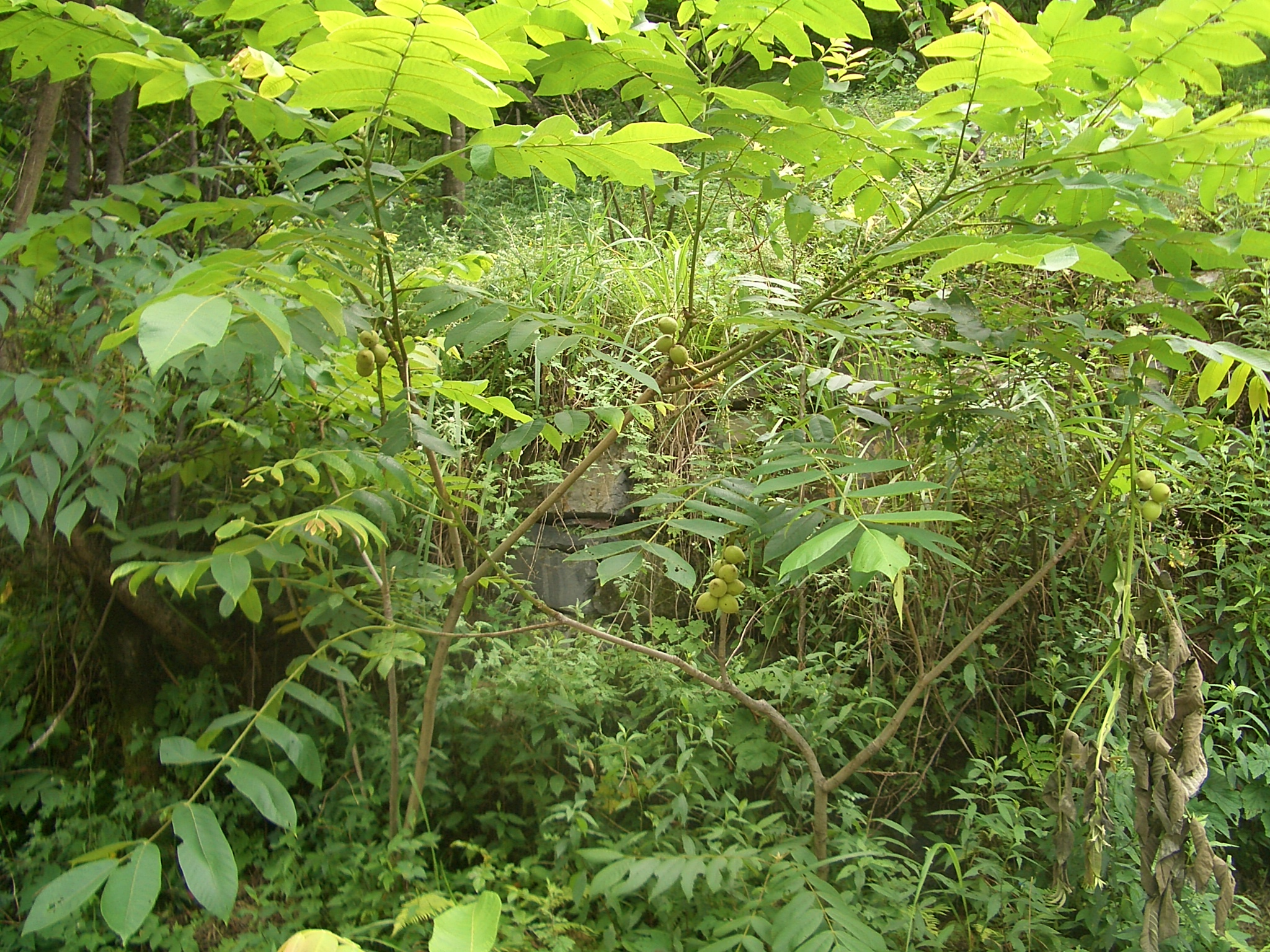
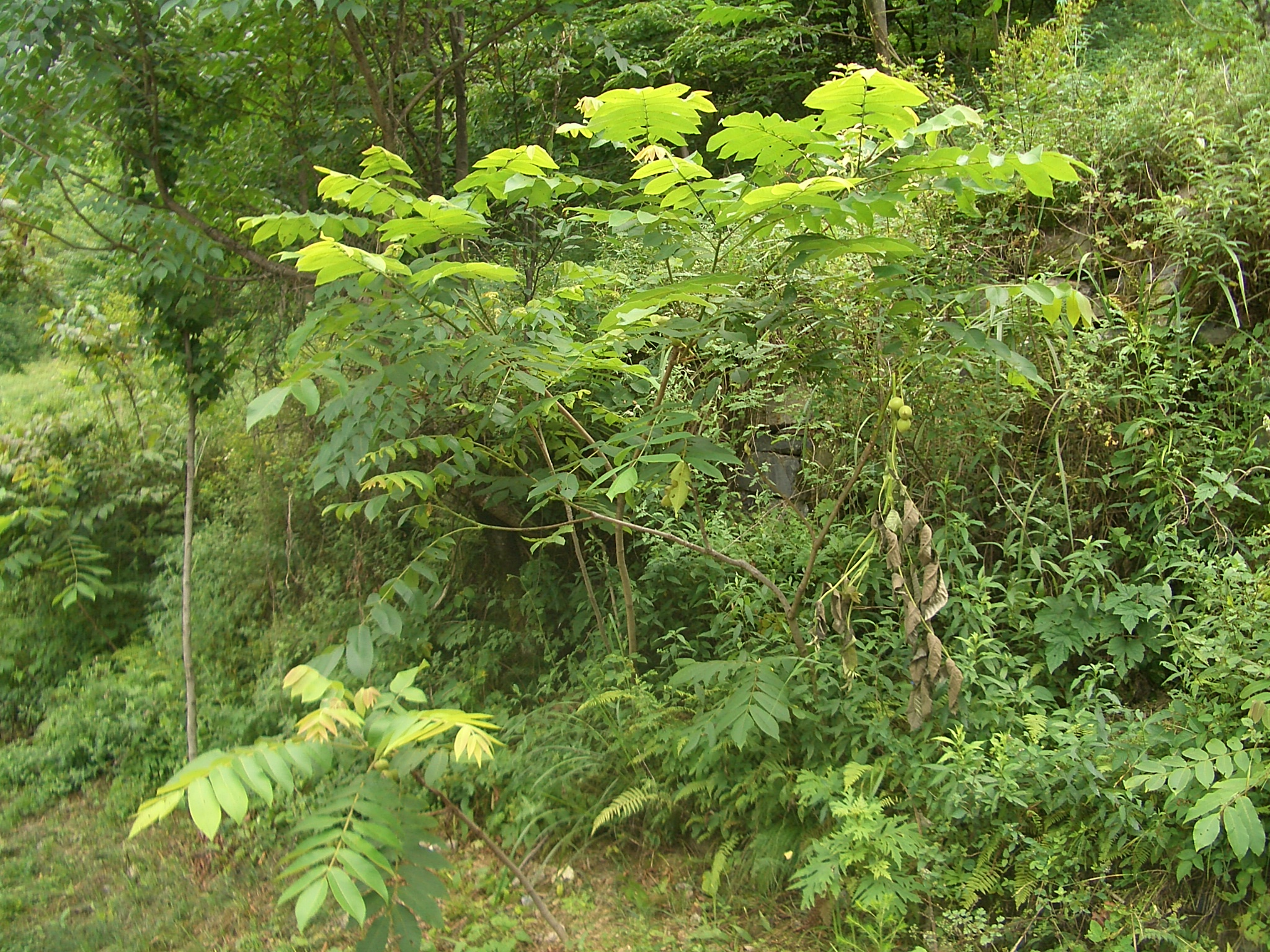
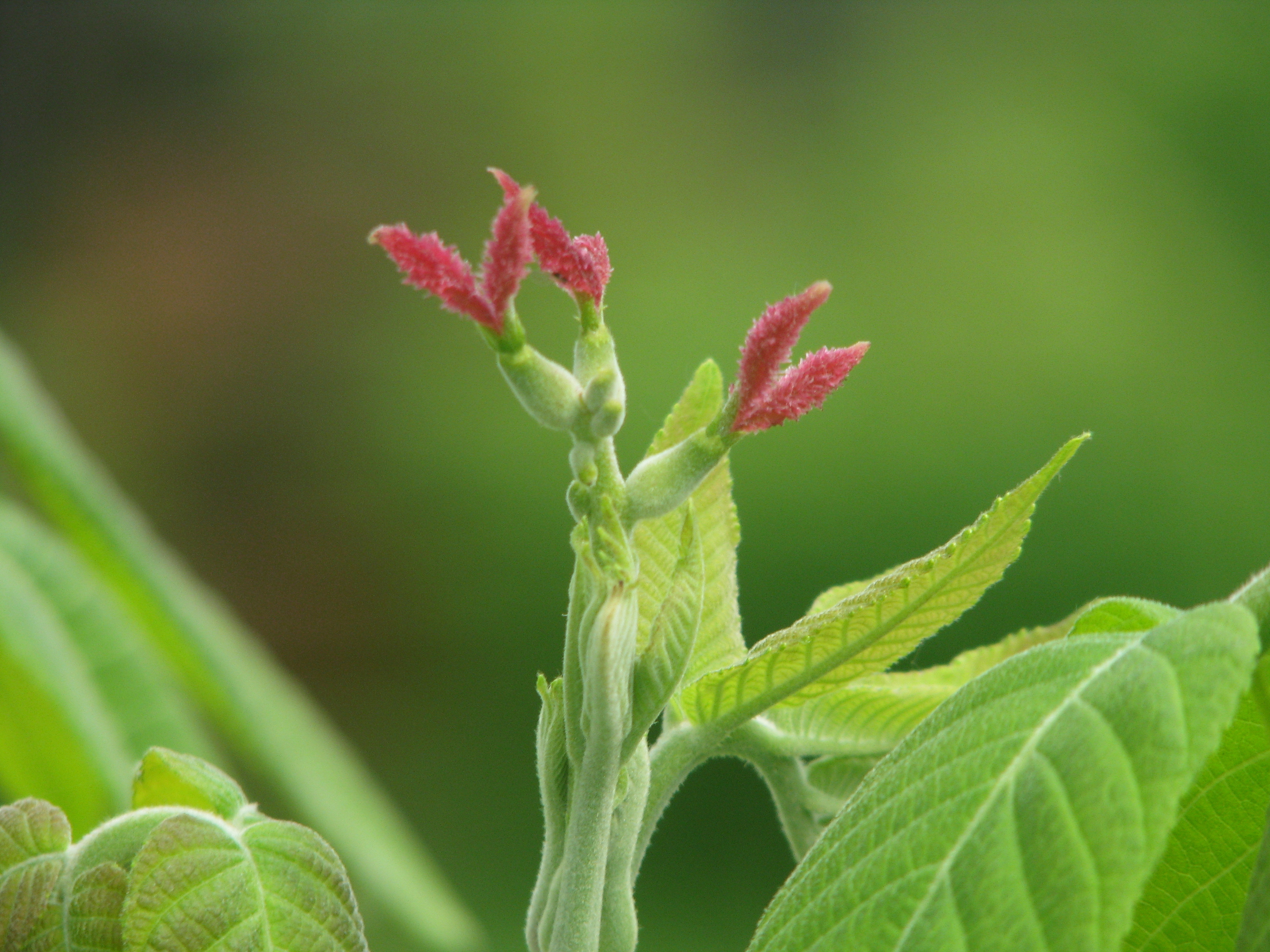
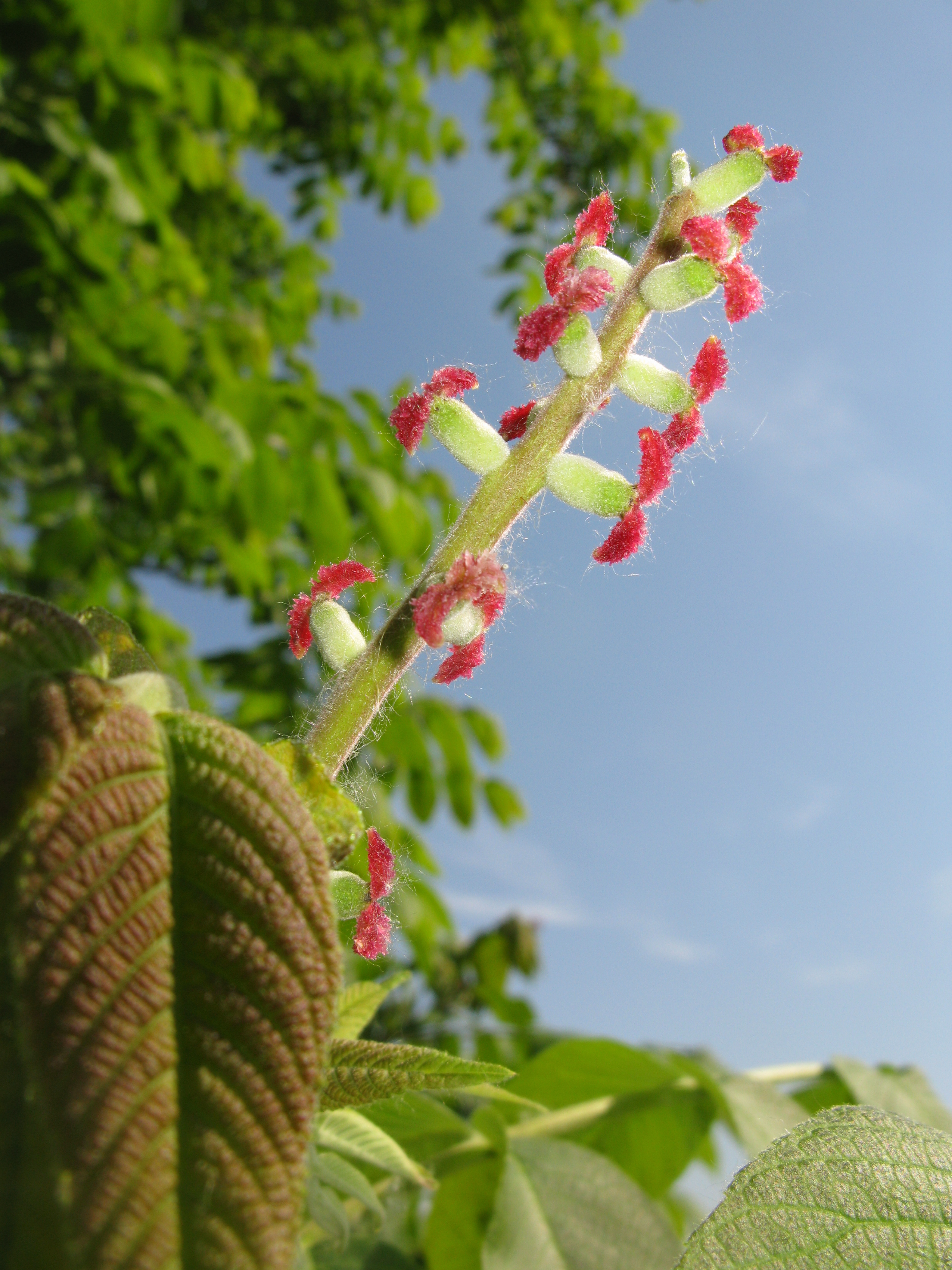